# Notiobiella brasiliensis
Notiobiella brasiliensis là một loài côn trùng trong họ Hemerobiidae thuộc bộ Neuroptera. Loài này được Monserrat & Penny miêu tả năm 1983.